# Cnesterodon raddai
 Cnesterodon raddai és un peix de la família dels pecílids i de l'ordre dels ciprinodontiformes.

## Morfologia
Els mascles poden assolir els 2,3 cm de longitud total.

## Distribució geogràfica
Es troba a Sud-amèrica: riu Paranà.